# Dynamický systém
Dynamický systém je systém (například fyzikální, chemický, biologický a podobně), jehož stav (například poloha částic v prostoru, koncentrace chemických látek, počet živočichů určitého druhu a podobně) se vyvíjí či mění v čase. Přitom se předpokládá, že vývoj závisí na výchozím stavu, ale je nezávislý na konkrétním čase, v němž výchozí stav nastal. Zároveň se jako dynamický systém označuje matematický model takového systému; obvykle se dynamické systémy modelují pomocí diferenciálních nebo diferenčních rovnic.
Z hlediska svého charakteru se dynamické systémy rozdělují podle několika kritérií. Mohou být
- deterministické (vývoj je předem přesně určen výchozím stavem) nebo stochastické (s prvkem náhody),
- lineární (lze modelovat lineárními rovnicemi) nebo nelineární (obecný typ),
- spojité (analogové, čas se chápe jako reálné číslo) nebo diskrétní (číslicové, změny systému jsou či se modelují jako skokové),
- stabilní (vracejí se do výchozího stavu) nebo nestabilní.

Z hlediska matematiky je dynamický systém popsán nějakou množinou proměnných. Například se může jednat o vektory polohy a hybnosti každé částice fyzikálního systému. Tyto proměnné se vyvíjejí v čase, a zákonitosti tohoto vývoje jsou předmětem modelování systému. Množina všech hodnot, které mohou tyto proměnné nabývat (čili soubor všech stavů, v nichž se systém může ocitnout), se označuje jako stavový prostor dynamického systému. Některé proměnné přitom mohou být vázané (tj. vzájemně propojené tak, že je lze dopočítat z jiných proměnných); počet nevázaných proměnných (tj. takových, které lze nastavit nezávisle) se označuje jako stupně volnosti tohoto dynamického systému.